# Vladimír Beneš (voják)
Plukovník Vladimír Beneš (24. srpna 1918 Krasnofominsk – 19. září 1997 Praha) byl československý důstojník, příslušník 1. československého armádního sboru.

## Život

### Před druhou světovou válkou
Vladimír Beneš se narodil 24. srpna 1918 v Krasnofominsku na území Sovětského Ruska ve Sverdlovské oblasti v rodině potomků českých přistěhovalců z 19. století. Žil v Kazani, vystudoval střední průmyslovou školu a poté pracoval jako technicko-admnistrativní zaměstnanec na kavkazské elektrárně ve městě Macharadža.

### Druhá světová válka
Vladimír Beneš byl dne 1. května 1939 odveden do Rudé armády. Absolvoval krátký výcvik a zúčastnil se Zimní války a anexe Besarábie. Na přelomu let 1940 a 1941 absolvoval poddůstojnickou školu v Oděse a školu řidičů a mechaniků tanků v Charkově. V době napadení Sovětského svazu Německem byl zařazen jako řidič-mechanik tanku BT-7 u Jižního frontu, kde prodělal ústupové boje. Na přelomu let 1941 a 1942 se učil v kurzu mladších vojenských techniků, poté byl z národnostních důvodů přeřazen k pracovním jednotkám. Dne 11. června 1943 se stal příslušníkem 1. československého armádní sboru a díky své odbornosti se stal jedním z jeho prvních řidičů-mechaniků tanku. Náležel do osádky tanku T-34/76 "Jánošík. Dne 5. října 1943 opustil s jednotkou východiště v Novochopjorsku, zúčastnil se bitvy o Kyjev a bojů u Bílé Cerekve. V roce 1944 byl ustanoven technickým důstojníkem 3. tankového praporu, na starosti měl opravy a přípravu tanků, účastnil se i výcviku nováčků. Dne 22. září byl během bojů o Dukelský průsmyk raněn dělostřeleckou palbou Němců a měsíc se léčil v nemocnici v Krosně. V roce 1945 se zúčastnil Ostravské operace, do Prahy dorazil v noci z 8. na 9. května. Během války dosáhl hodnosti poručíka.

### Po druhé světové válce
Bezprostředně po skončení druhé světové války se Vladimír Beneš účastnil zajišťování hranic s Polskem, protože nebylo zřejmé, zda se opět nevyostří spor zejména o Těšínsko. Dne 12. května 1945 obdržel československé státní občanství. Zůstal u armády a sloužil v technických funkcích ve Vysokém Mýtě a Šternberku. Na přelomu čtyřicátých a padesátých let působil na tankovém učilišti ve Vyškově a na Vojenské akademii v Brně, poté na Tankové a automobilní správě Ministerstva národní obrany. Toto místo musel opustit v roce 1970 i z důvodu vlažného přijímání invaze vojsk Varšavské smlouvy v roce 1968. Následně sloužil jako náčelník  Výzkumného a zkušebního střediska v Doksech. Ve věku 55 let zažádal v hodnosti plukovníka o odchod do penze, zemřel po dlouhé nemoci 19. září 1997 v Praze.

## Rodina
Otec Vladimíra Beneše byl československý legionář a zahynul během Stalinských čistek, jeho starší bratr byl zabit během přepadení.

## Vyznamenání
- 1944 Československá medaile Za chrabrost před nepřítelem
- 1944 Československý válečný kříž 1939
- 1944 Pamětní medaile československé armády v zahraničí se štítkem SSSR
- 1945 Československý válečný kříž 1939